# Волосяний фолікул
Волосяний фолі́кул (лат. folliculus pili), також волосяна цибулина — динамічний орган, що знаходиться в дермальному шарі шкіри ссавця і складається з 20 різних типів клітин з різними функціями. Волосяний фолікул регулює ріст волосся за допомогою взаємодії між гормонами, нейропептидами й імунними клітинами. Ця складна взаємодія дозволяє волосяному фолікулу створювати різні види волосся на різних частинах тіла. Наприклад, довге пігментоване волосся росте на голові, а пушкове волосся покриває організм плоду в утробі і, в деяких випадках, новонароджених. Процес росту волосся складається з різноманітних безперервних стадій. Розрізняють такі стадії, як анаген (активна фаза росту), катаген (стадія відпочинку), телоген (фаза регресії волосяного фолікула), екзоген (активна фаза «линяння») і, нарешті, кеноген (фаза проміжку між спустошенням волосяного фолікула і ростом нового волосся).

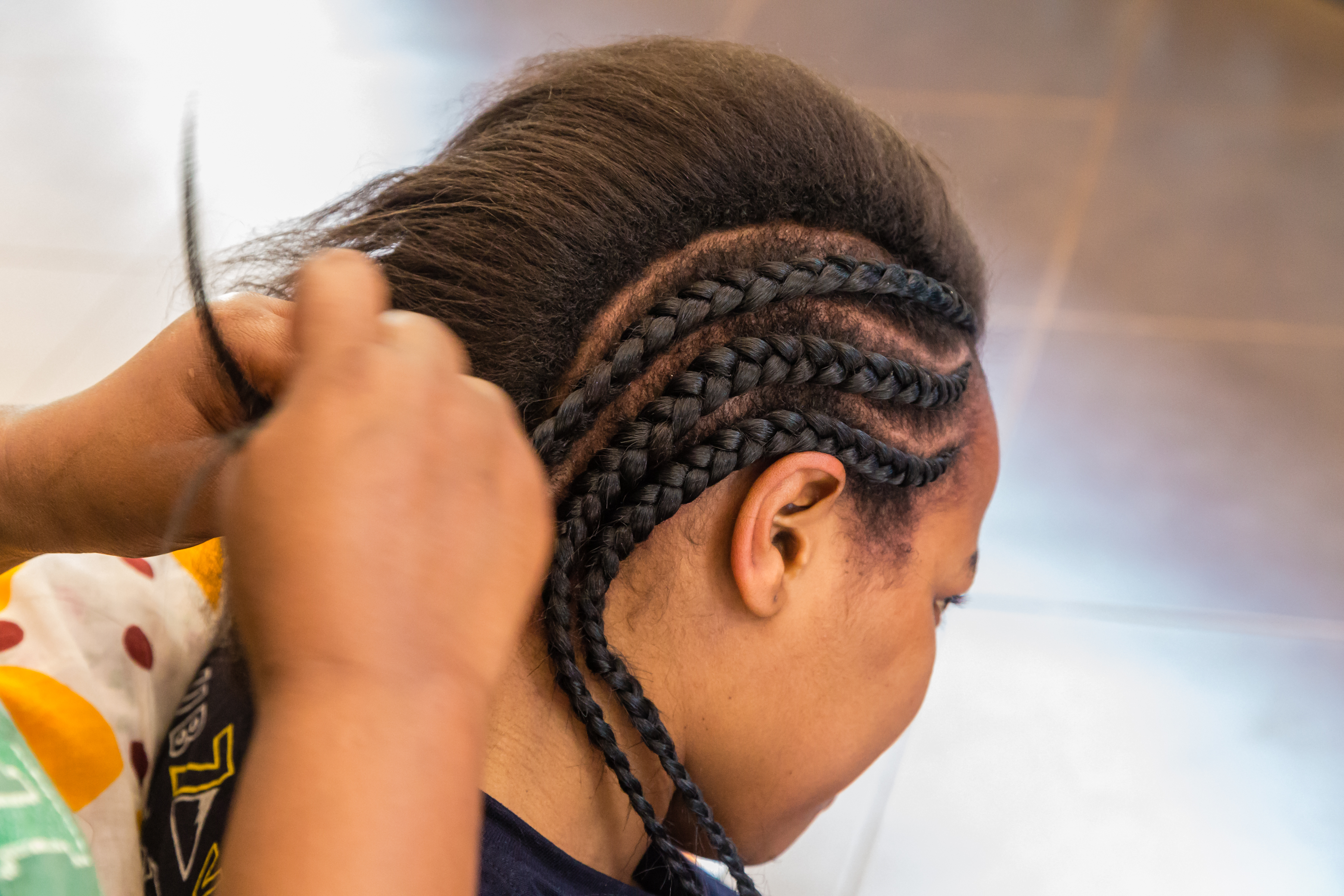
Протягом століть люди вигадують різні способи укладання та прикрашання волосся на голові, і раніше це часто використовувалося для дотримання культурних чи соціальних норм в суспільстві.

Функція волосся у людини завжди була цікавою і продовжує бути важливою темою в суспільстві, біології розвитку і медицині. З усіх ссавців у людини найтриваліша стадія росту волосяного покриву голови щодо росту волосся на інших частинах тіла. Протягом століть люди вигадують різні способи укладання та прикрашання волосся на голові, і раніше це часто використовувалося для дотримання культурних чи соціальних норм в суспільстві. На додаток до своєї ролі у визначенні зовнішнього вигляду людини, волосся на голові також забезпечує захист від ультрафіолетових сонячних променів і є ізолятором від екстремально гарячих або холодних температур. Відмінності в формі волосяних фолікулів на голові визначають етнічне розмаїття зовнішнього вигляду волосся, їхньої довжини та текстури.
Існує безліч захворювань, при яких зміни зовнішнього вигляду волосся, текстури або росту свідчать або про локальне захворювання волосяного фолікула, або про системну хворобу. Серед добре відомих захворювань волосяного фолікула присутні такі, як алопеція (або облисіння), гірсутизм (зайвий ріст волосся) і червоний вовчак.

Схематичне зображення фолікула:
1. Стрижень волосини
2. Поверхня шкіри
3. Шкірне сало
4. Сальна залоза
5. Волосяний фолікул

## Будова

### Волосяний сосочок
У нижній частині фолікула знаходиться досить велика структура — волосяний сосочок, утворений головним чином зі сполучної тканини й сітки кровоносних судин. Сосочок контролює стан і ріст волосся — якщо гине сосочок, гине і волосся, якщо ж сосочок уцілів, на місці загиблої волосини виростає нова. Клітини волосяного сосочка, сприймаючи вплив кісткового морфогенетичного білка 6, який вирізняється тканинною «нішею» фолікула, можуть індукувати утворення нового фолікула, запускаючи диференціювання епідермальних стовбурових клітин.

### Волосяна вирва
Лійкоподібне поглиблення шкіри в місці, де корінь волоса переходить в стрижень. У волосяну лійку відкриваються протоки сальних залоз.

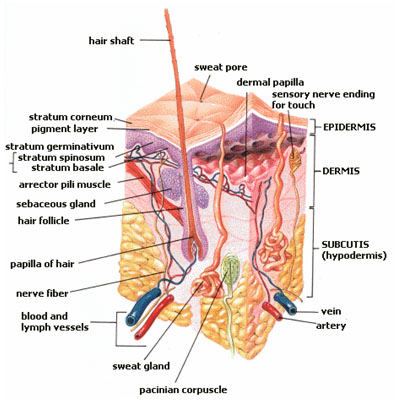
Всі шари шкіри в розрізі

### Волосяний м'яз
Трохи нижче сальної залози до фолікула прикріплений м'яз-підіймач волосся (лат. musculus arrector pili), що складається з гладенької мускулатури. Під впливом деяких психологічних чинників, таких як лють або збудження, і фізичних факторів, наприклад, холоду, цей м'яз скорочується і підіймає волосся, від чого й пішов вираз «волосся стало дибки».

### Коренева піхва
Коренева піхва складається з трьох шарів: зовнішнього, середнього і кутикули. Клітини внутрішньої кореневої піхви роговіють і беруть участь в утворенні й в рості волосини.

### Інші структури
До інших компонентів волосяного фолікула відносяться сальні (їх зазвичай 2–3) і потові залози, що виділяють секрет, який утворює на поверхні шкіри захисний гідроліпідний шар.

## Стадії розвитку фолікула
Розрізняють три стадії розвитку фолікула: анаген — період росту; катаген — перехід від однієї стадії до іншої, стадія інволюції або регресії; і телоген — період нерухомості або спокою (назви утворені за допомогою грецьких префіксів «ана-», «ката-» і «телос-», відповідно означають «верхній», «нижній» і «кінцевий»). У кожній стадії є кілька морфологічно і гістологічно помітних підстадій. Перед початком циклу відбувається стадія фолікулярного морфогенезису (утворення фолікула). Також є незалежна від анагену і телогену «стадія линяння», або екзоген, в ході якої в одинарному фолікулу можуть з'явитися один або кілька волосини. У нормі до 90 % волосяних фолікулів виникають на стадії анагену, 10–14 % — на стадії телогену, і 1–2 % — на стадії катагену.
Тривалість циклу на різних частинах тіла різна. Наприклад, волоссю брів для завершення цього циклу потрібно приблизно 4 місяці, а волоссю на голові — 3–4 роки; з цієї причини волосся брів набагато коротше в порівнянні з волосяним покриттям голови.
Цикли росту контролюються хімічним сигналом, таким як епідермальний фактор росту. DLX3 — ключовий регулятор циклів і диференціації фолікулів.

### Анаген
Анаген — це стадія активного росту волосяного фолікула, під час якої корінь волосини швидко ділиться, і виникає волосяний стрижень. Під час цієї фази волосся виростає на 1 см кожні 28 днів. Волосяний покрив голови залишається в цій активній стадії росту на 2–7 роки; цей період визначається генетично. В кінці анагену невідомий сигнал провокує фолікули піти в стадію катагену.

### Катаген
Катаген — це короткий проміжний етап, що відбувається в кінці анагену. Він сигналізує закінчення активного росту волосся. Ця фаза триває протягом 2-3 тижнів, поки волосся переходить в стан волосяної цибулини. Волосяна цибулина формується протягом катагену, коли частина волосяного фолікула в контакті з нижньою частиною волосини кріпиться до волосяного стрижня. Цей процес відрізає волосся від його кровопостачання і від клітин, що виробляють нове волосся. Коли волосяна цибулина повністю сформована (2-тижневий процес), волосяний фолікул входить в стадію телогену.

### Телоген
Телоген — стадія відпочинку волосяного фолікула. Коли організм піддається підвищеному стресу, близько 70 % волосся можуть передчасно увійти в телоген і почати випадати, викликаючи помітну втрату волосся. Цей стан називається телогеновим відтоком. Волосяна цибулина є кінцевим продуктом волосяного фолікула на стадії телогену, а потім — відмерла, повністю ороговіла волосина. У нормі щодня на кожні 100 волосся є 50, які знаходяться в стадії телогену та випадають.

### Тривалість стадій розвитку
- Волосяне покриття голови: Тривалість цих фаз різниться у різних людей. Різний колір волосся і форма фолікулів впливають на тимчасовій розрахунок цих фаз.
  - анаген — 2–8 роки (іноді набагато довше)
  - катаген — 2–3 тижні
  - телоген — близько 3 місяців

- Брови, вії:
  - анаген — 4–7 місяці
  - катаген — 3–4 тижні
  - телоген — близько 9 місяців